# 1664年大彗星
1664年大彗星（Great Comet of 1664），正式命名為C/1664 W1，由於其非凡的亮度，它被認為是大彗星之一 。
這顆啟蒙時代的第一顆大彗星被西方世界所有著名的科學家和思想家觀測過，包括艾薩克·牛頓、埃德蒙·哈雷、羅伯特·胡克、塞繆爾·佩皮斯、查理二世國王、約翰·赫維留、喬瓦尼·多梅尼科·卡西尼等人。

## 觀測史

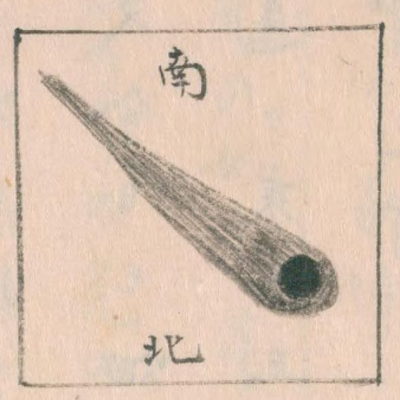
日本土佐藩男孩亦三郎於1665年1月10日描繪的大彗星。

彗星第一次紀錄是在1664年11月17日早上由西班牙地區完成的。西班牙地區對彗星進行了詳細觀測：一份匿名手稿（可能由瓦倫西亞的耶穌會教士約瑟夫·薩拉戈薩撰寫）包含來自西班牙、法國和義大利的幾位觀察者的數據（包括西班牙的吉勒-弗朗索瓦·德戈蒂尼），觀測時間為1664年12月14日至1665年3月20日。
中國天文學家首次觀測到這顆彗星是在當地時間11月18日上午，雖然沒有連續紀錄，截至1665年1月為止，總共觀測了50個夜晚，並記錄了它如何繞著星宿移動，12月27日，彗星出現在張宿，尾長超過5度向北延伸。
日本土佐藩（現在的高知縣）12歲男孩亦三郎在一本配有圖畫的日記中描述了他從12月16日到2月6日之間共21天詳細的彗星觀察結果。1980年代，它才被重新發現並出版。
李氏朝鮮地區的觀測紀錄從11月26日到2月13日為止，在晴朗的天空下進行觀測，並以恆星為背景繪製圖

。12月24日，彗星出現在張宿，尾長超過30度。
克里斯蒂安·惠更斯從12月2日起在萊頓觀測了這顆彗星；他的觀測結果記錄在皮埃爾·佩蒂特（Pierre Petit）的論文中。赫維留從月中旬開始在但澤觀測、義大利的卡西尼和傑米尼亞諾·蒙塔納里（Geminiano Montanari）、倫敦的胡克和漢堡的斯坦尼斯勞斯·盧比涅茨基（Stanisław Lubieniecki）也都觀察並描述該彗星。
12月15日早上，新英格蘭地區的塞繆爾·丹福斯（Samuel Danforth）首次發現彗星。他報告說尾巴長達38°。12月下旬，彗星變得越來越明亮，在傍晚的天空中也能看到它。旅行家彼得·蒙迪後來寫下了12月18日在英國的觀察結果，博物學家約翰·雷12月20日在羅馬看到了這顆彗星，兩天之後他畫出了一條長度為22°的彗尾。
十二月底，這顆彗星距離地球最近。Adrien Auzout和Jacques Buot於12月25日在法國看到彗星，佩皮斯於12月26日與國王和王后一起在英國見到彗星。12月底，這顆彗星的尾巴達到了最大長度。中國人報告說尾巴達到30°，當時在劍橋大學讀書的牛頓在12月27日報告了尾長為34或35°，他對彗星的觀察促使他開始研究天文學。
許多來自其他地區，如開普敦、紐約、錫蘭、韓國也記錄下這顆彗星。法國耶穌會士弗朗索瓦·約瑟夫·勒梅西耶於11 月29日上午在魁北克首次看到這顆彗星。他進行了位置測定，並於12月27日觀測到了27°的彗尾，他觀測到這顆彗星直到1月15日為止。
1665年1月，彗星再次遠離太陽和地球，因此變得越來越昏暗。到一月中旬，尾部已縮小至14°。在中國地區，最後一次目擊是在1月20日，尾巴長2°。 牛頓最後一次看到彗星是在2月2日，赫維留最後一次看到彗星是在2月13日。然而，他認為自己在2月18日曾再次看到了它；這一所謂的目擊事件隨後引發了天文學家的激烈爭論。丹福斯最後一次觀測它是在2月14日，卡西尼直到2月21日才看到它。西班牙手稿中提到的最後一次目擊紀錄是3月20日使用望遠鏡進行的，推測是約瑟夫·薩拉戈薩所為。
12月29日，彗星的視星等達到-1等。